# Guilherme de Boderisham
Guilherme de Boderisham (ou Bonderish, c.1263–1270?) Foi um teólogo dominicano inglês que serviu como Mestre do Sagrado Palácio Apostólico no século XIV. Ele foi nomeado pelo Papa Urbano IV em 1263.